# Björkpraktbagge
Björkpraktbagge (Dicerca furcata) är en skalbagge som tillhör familjen praktbaggar. I Sverige är arten rödlistad som nära hotad.

## Kännetecken
De fullbildade skalbaggarna har en kroppslängd på 14-22 millimeter. Skalbaggen är brunsvart med bronsfärgade fläckar, en del individer kan ha en metallgrön lyster. Dess kroppsform är långsträckt och dess täckvingar är utdragna i en smal spets. Den har kraftiga ben och ganska korta antenner.

## Levnadssätt
Björkpraktbaggens larvutveckling är knuten till död björkved. Högstubbar, brandskadade och stående döda träd i soliga lägen är lämpliga för larvutvecklingen. Barken skall gärna ha fallit av så att veden under blottas. Brist på lämpliga yngelträd genom minskningen av förekomsten av grova äldre björkar i landskapet är ett av hoten mot arten. Det tar minst tre år för björkpraktbaggen att utvecklas från larv till fullbildad skalbagge. Kläckningen till imago sker under eftersommaren eller början av hösten och efter en övervintring kommer de fullbildade björkpraktbaggarna fram i juni.